# Le donne del mondo di notte
Le donne del mondo di notte (The World Ten Times Over) è un film del 1963 scritto e diretto da Wolf Rilla.